# Élections législatives de 1914 en Lot-et-Garonne
 (octobre 2021).
Si vous disposez d'ouvrages ou d'articles de référence ou si vous connaissez des sites web de qualité traitant du thème abordé ici, merci de compléter l'article en donnant les références utiles à sa vérifiabilité et en les liant à la section « Notes et références ».
Les élections législatives de 1914 ont eu lieu les 26 avril et 10 mai.

## Élus
|   | Circonscription    | Député élu         |  | Groupe parlementaire   |
| - | ------------------ | ------------------ |  | ---------------------- |
| 1 | Agen               | Jules Cels-Couybes |  | Gauche radicale        |
| 2 | Marmande           | Jacques Chaumié    |  | PRRRS                  |
| 3 | Nérac              | Maurice Rontin     |  | PRRRS                  |
| 4 | Villeneuve-sur-Lot | Georges Leygues    |  | Républicains de gauche |

## Résultats à l'échelle du département
| Partis         | Partis                                           | Premier tour | Premier tour | Deuxième tour | Deuxième tour | Sièges |
| Partis         | Partis                                           | Voix         | %            | Voix          | %             | Sièges |
| -------------- | ------------------------------------------------ | ------------ | ------------ | ------------- | ------------- | ------ |
|                | Radicaux indépendants                            | 31 485       | 46,37        | 19 588        | 56,97         | 2      |
|                | Parti républicain démocratique                   | 14 924       | 21,98        | 4 211         | 12,25         | 1      |
|                | Parti républicain, radical et radical-socialiste | 8 985        | 13,23        |               |               | 1      |
|                | Républicain libéral                              | 3 755        | 5,53         | 10 556        | 30,70         | 0      |
|                | Section française de l'Internationale ouvrière   | 3 664        | 5,40         |               |               | 0      |
|                | Fédération républicaine                          | 2 824        | 4,16         | 0             |               |        |
|                | Droite                                           | 1 249        | 1,84         | 0             |               |        |
|                | Divers                                           | 1 012        | 1,49         | 26            | 0,08          | 0      |
|                |                                                  |              |              |               |               |        |
| Inscrits       | Inscrits                                         | 89 680       | 100,00       | 42 757        | 100,00        | 4      |
| Votants        | Votants                                          | 70 098       | 78,16        | 34 948        | 81,74         |        |
| Abstentions    | Abstentions                                      | 19 582       | 21,84        | 7 809         | 18,26         |        |
| Blancs et nuls | Blancs et nuls                                   | 2 200        | 3,14         | 567           | 1,62          |        |
| Exprimés       | Exprimés                                         | 67 898       | 96,86        | 34 381        | 98,38         |        |

## Résultats par arrondissement

### Arrondissement d'Agen
| Candidats      | Candidats          | Étiquette           | Premier tour | Premier tour |
| Candidats      | Candidats          | Étiquette           | Voix         | %            |
| -------------- | ------------------ | ------------------- | ------------ | ------------ |
|                | Jules Cels-Couybes | PRRRS               | 8 535        | 50,82        |
|                | Labouldène         | Radical indépendant | 6 865        | 40,88        |
|                | De Laborie         | Conservateur        | 1 249        | 7,44         |
|                | Capus              | Radical indépendant | 127          | 0,76         |
|                |                    | Divers              | 18           | 0,11         |
|                |                    |                     |              |              |
| Inscrits       | Inscrits           | Inscrits            | 21 865       | 100,00       |
| Votants        | Votants            | Votants             | 17 261       | 78,94        |
| Abstention     | Abstention         | Abstention          | 4 604        | 21,06        |
| Blancs et nuls | Blancs et nuls     | Blancs et nuls      | 467          | 2,71         |
| Exprimés       | Exprimés           | Exprimés            | 16 794       | 97,29        |

### Arrondissement de Marmande
| Candidats      | Candidats       | Étiquette           | Premier tour | Premier tour | Deuxième tour | Deuxième tour |
| Candidats      | Candidats       | Étiquette           | Voix         | %            | Voix          | %             |
| -------------- | --------------- | ------------------- | ------------ | ------------ | ------------- | ------------- |
|                | Jacques Chaumié | Radical indépendant | 8 056        | 38,85        | 11 275        | 51,60         |
|                | Andrian         | Républicain libéral | 3 755        | 18,11        | 10 556        | 48,31         |
|                | Dèche           | FR                  | 2 824        | 13,62        |               |               |
|                | Balet           | Radical indépendant | 2 592        | 12,50        |               |               |
|                | Joseph Soussial | PRD                 | 1 813        | 8,74         |               |               |
|                | Escat           | SFIO                | 1 247        | 6,01         |               |               |
|                | Chapeyron       | PRRRS               | 450          | 2,17         |               |               |
|                |                 | Divers              |              |              | 18            | 0,08          |
|                |                 |                     |              |              |               |               |
| Inscrits       | Inscrits        | Inscrits            | 26 352       | 100,00       | 26 352        | 100,00        |
| Votants        | Votants         | Votants             | 21 172       | 80,34        | 22 204        | 84,26         |
| Abstention     | Abstention      | Abstention          | 5 180        | 19,66        | 4 148         | 15,74         |
| Blancs et nuls | Blancs et nuls  | Blancs et nuls      | 435          | 2,05         | 355           | 1,60          |
| Exprimés       | Exprimés        | Exprimés            | 20 737       | 97,95        | 21 849        | 98,40         |

### Arrondissement de Nérac
| Candidats      | Candidats      | Étiquette           | Premier tour | Premier tour | Deuxième tour | Deuxième tour |
| Candidats      | Candidats      | Étiquette           | Voix         | %            | Voix          | %             |
| -------------- | -------------- | ------------------- | ------------ | ------------ | ------------- | ------------- |
|                | Maurice Rontin | PRRRS               | 3 243        | 28,25        | 4 260         | 34,01         |
|                | Jean Duffau    | Radical indépendant | 2 842        | 24,76        | 4 053         | 32,36         |
|                | Courrent       | PRD                 | 2 638        | 22,98        | 4 211         | 33,62         |
|                | Dubourg        | SFIO                | 2 417        | 21,06        |               |               |
|                | Sibrac         | Divers              | 338          | 2,94         |               |               |
|                |                | Divers              |              |              | 8             | 0,06          |
|                |                |                     |              |              |               |               |
| Inscrits       | Inscrits       | Inscrits            | 16 405       | 100,00       | 16 405        | 100,00        |
| Votants        | Votants        | Votants             | 11 873       | 72,37        | 12 744        | 77,68         |
| Abstention     | Abstention     | Abstention          | 4 532        | 27,63        | 3 661         | 22,32         |
| Blancs et nuls | Blancs et nuls | Blancs et nuls      | 395          | 3,33         | 212           | 1,66          |
| Exprimés       | Exprimés       | Exprimés            | 11 478       | 96,67        | 12 532        | 98,34         |

### Arrondissement de Villeneuve-sur-Lot
| Candidats      | Candidats       | Étiquette           | Premier tour | Premier tour |
| Candidats      | Candidats       | Étiquette           | Voix         | %            |
| -------------- | --------------- | ------------------- | ------------ | ------------ |
|                | Georges Leygues | PRD                 | 10 473       | 55,44        |
|                | Molinié         | Radical indépendant | 7 760        | 41,08        |
|                | Barbe           | Divers              | 633          | 3,35         |
|                | Fontès          | Divers              | 12           | 0,06         |
|                |                 | Divers              | 11           | 0,06         |
|                |                 |                     |              |              |
| Inscrits       | Inscrits        | Inscrits            | 25 058       | 100,00       |
| Votants        | Votants         | Votants             | 19 792       | 78,98        |
| Abstention     | Abstention      | Abstention          | 5 266        | 21,02        |
| Blancs et nuls | Blancs et nuls  | Blancs et nuls      | 903          | 4,56         |
| Exprimés       | Exprimés        | Exprimés            | 18 889       | 95,44        |